# Batalla de Stallupönen
La batalla de Stallupönen fou la primera batalla lliurada al front oriental de la Primera Guerra Mundial, que va tenir lloc el 17 d'agost de 1914 entre el I exèrcit rus sota el comandament de Paul von Rennenkampf i el 1r cos del VIII exèrcit alemany, sota el comandament de Hermann von François.

## Situació inicial
A mitjan mes d'agost de 1914, molt poc després de desencadenar-se les hostilitats entre Rússia i Alemanya, l'exèrcit rus havia iniciat la invasió dels territoris alemanys de la Prússia Oriental. El pla rus consistia en una penetració pel nord-est del I exèrcit de Paul von Rennenkampf, amb l'objectiu de capturar la ciutat alemanya de Königsberg i finalment enllaçar, en un moviment de pinça, amb el II exèrcit sota el comandament d'Aleksandr Samsónov, que havia de penetrar pel sud-oest. Això suposaria l'ocupació completa de tot el territori prussià oriental, escurçant notablement el front en benefici de Rússia, que veuria alleugerida qualsevol possible pressió de les potències centrals cap a Polònia i Varsòvia.
Tal com preveia el pla Schlieffen, els alemanys van iniciar la guerra establint a l'est únicament un feble cordó defensiu, ja que la major part de les tropes alemanyes havien estat desplegades al front occidental, amb la intenció de derrotar ràpidament als exèrcits francesos, per a després encaminar-se cap al front oriental i acabar amb els exèrcits russos. No obstant això, el general Hermann von François, comandant en cap del 1r cos d'exèrcit, pertanyent al VIII exèrcit alemany, estava convençut que les seves tropes, amb un millor entrenament i més ben equipades que les tropes russes, es trobaven en una situació idònia per alentir, o fins i tot paralitzar definitivament, l'avenç de les tropes russes de Rennenkampf.

## Desenvolupament
Així, el 17 d'agost, Hermann von François es va enfrontar als russos malgrat que això contravenia les instruccions que havia rebut del seu superior, el comandant en cap del VIII Exèrcit alemany, Maximilian von Prittwitz; instruccions que consistien a iniciar la retirada més enllà del Vístula si els russos exercien pressió sobre el seu front de batalla. Quan Prittwitz va tenir coneixement que von François havia entaulat combat amb les tropes russes, li va enviar un emissari per ordenar-li trencar el contacte amb Paul von Rennenkampf i procedir a la retirada cap a altres posicions a la rereguarda alemanya. En aquell moment, les tropes de von François estaven massa compromeses en la lluita com per efectuar una retirada sense córrer el risc que això es traduís en una desbandada general i, de tota manera, von François tampoc no tenia la més mínima intenció de respectar les ordres rebudes.
Quan encara el resultat de la batalla era incert, von François, amb l'estil agressiu que li era característic, va llançar una ofensiva de gran envergadura en tota la línia de batalla, que aconseguí trencar les línies russes i infligir-los una greu derrota, amb unes 5.000 baixes i 3.000 presoners. Mentre les tropes russes retrocedien cap a l'altre costat de la frontera per reorganitzar-se, von François va obeir finalment les ordres de Prittwitz i es va retirar uns 20 quilòmetres cap a l'oest, prenent posicions als voltants de Gumbinnen, on poc després es produiria la batalla de Gumbinnen.